# Офролиха
Офролиха — деревня в Холмогорском районе Архангельской области.

## География
Находится в центральной части Архангельской области на расстоянии приблизительно 2 км на запад от села Емецк.

## История
В 1905 году здесь (тогда деревня Холмогорского уезда Архангельской губернии) было учтено 17 дворов. До 2022 года входила в Емецкое сельское поселение до его упразднения.

## Население
Численность населения: 71 человек (1905 год), 10 (русские 100 %) в 2002 году, 8 в 2010.